# Силы каури за возрождающийся Бенин
Силы каури за возрождающийся Бенин (фр. Forces Cauris pour un Bénin émergent, FCBE) — политическая партия Бенина, одна из основных парламентских партий страны. Партия была основана в 2006 году сторонниками президента Тома Яйи Бони. 

## История
На парламентских выборах 2007 года партия получила 35 из 83 мест парламента. На следующих парламентских выборах 2011 года она увеличила парламентское представительство до 41 места сразу после избрания Яйи Бони президентом на выборах 2011 года.
На президентских выборах 2016 года, когда Яйи Бони не мог баллотироваться в президенты, кандидат партии Лионель Зинсу уступил во 2-м туре независимому кандидату Патрису Талону. 

## Участие в выборах

### Парламентские выборы
| Год выборов | Голосов             | %                   | Национальная ассамблея |
| ----------- | ------------------- | ------------------- | ---------------------- |
| 2007        | N/A                 | ок.30 %             | 35 из 83               |
| 2011        | 665.810             | 33.3 %              | 41 из 83               |
| 2015        | 889.362             | 30.19 %             | 32 из 83               |
| 2019        | Неучастие в выборах | Неучастие в выборах | Неучастие в выборах    |
| 2023        | 109.598             | 4.42 %              | 0 из 109               |